# Port lotniczy Chizhou-Jiuhuashan
Port lotniczy Chizhou-Jiuhuashan (IATA: JUH, ICAO: ZSJH) – port lotniczy położony 20 km od centrum miasta Chizhou, w prowincji Anhui, w Chińskiej Republice Ludowej. Został otwarty w dniu 29 lipca 2013 roku.

## Linie lotnicze i połączenia
| Linia Lotnicza          | Kierunek                      |
| ----------------------- | ----------------------------- |
| Chengdu Airlines        | 1. Chengdu-Tianfu 2. Zhoushan |
| China Southern Airlines | 1. Guangzhou 2. Zhengzhou     |
| China United Airlines   | 1. Pekin-Daxing 2. Ordos      |
| Shenzhen Airlines       | 1. Shenzhen                   |